# Palapita
Palapita är en ort i Mexiko.   Den ligger i kommunen Xalisco och delstaten Nayarit, i den centrala delen av landet, 700 km väster om huvudstaden Mexico City. Palapita ligger 588 meter över havet och antalet invånare är 277.
Terrängen runt Palapita är kuperad åt sydväst, men åt nordost är den bergig. Runt Palapita är det ganska tätbefolkat, med 108 invånare per kvadratkilometer. Närmaste större samhälle är Tepic, 19,2 km nordost om Palapita. I omgivningarna runt Palapita växer i huvudsak lövfällande lövskog.